# Lövö

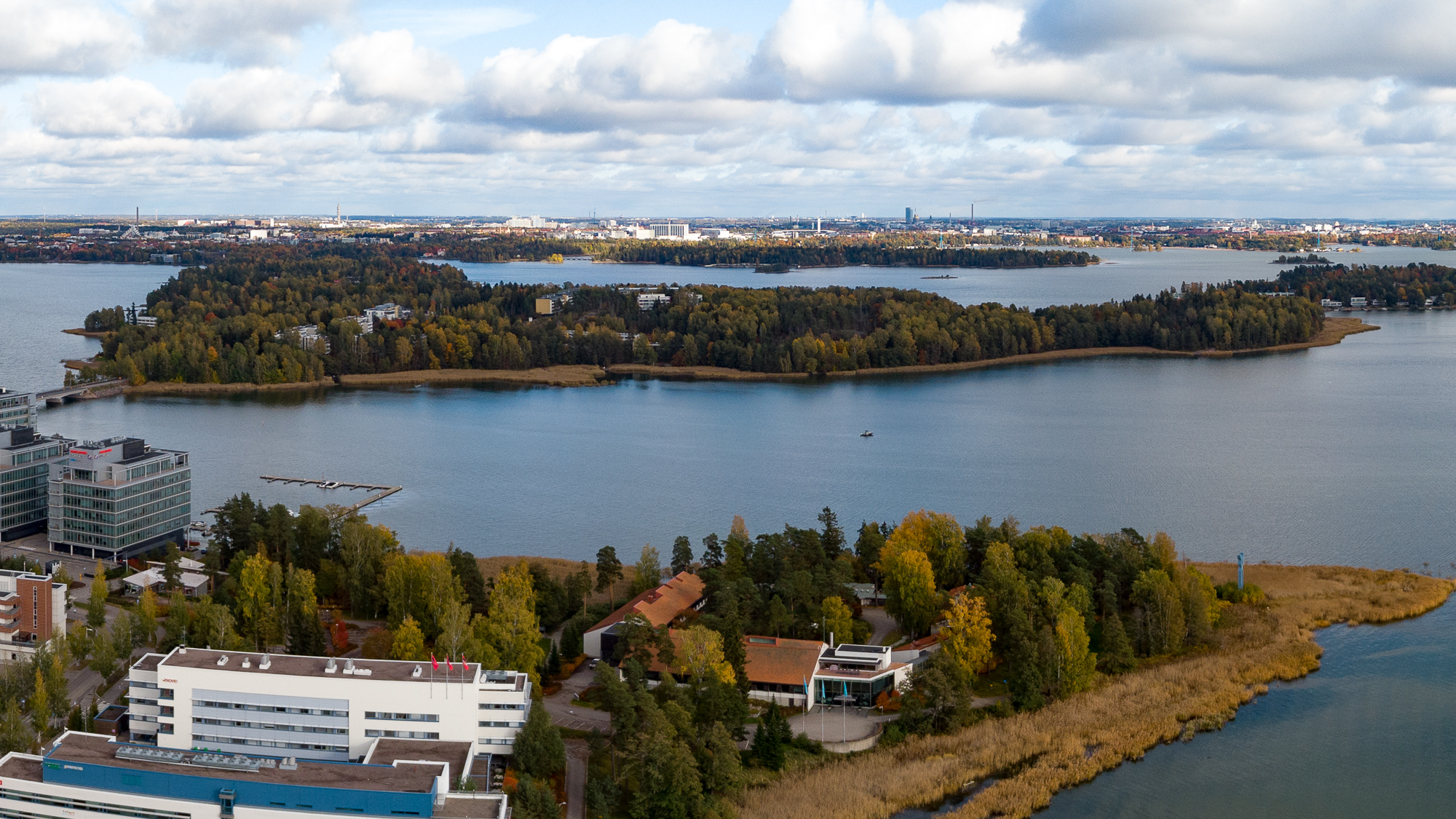
Lövö i Helsingfors

Lövö (finska: Lehtisaari) är en ö och en del av Munksnäs distrikt i Helsingfors stad. Ön ligger i stadens västra del, nära gränsen till Esbo. Också den lilla Svedjeholmen hör till Lövö. 
Lövö har broförbindelse med Granö och mot Esbo. Gång- och cykeltrafiken kan också ta sig över en bro till Drumsö via Svedjeholmen. Lövö donerades till kyrkan redan på medeltiden och kyrkan äger än idag områden på Lövö. På 1960-talet började man bygga ett småskaligt rad- och höghusområde på Lövö. 